# Aztex d'Austin
Ne doit pas être confondu avec Austin Aztex FC ou Orlando City SC.
Maillots
Dernière mise à jour : 4 mai 2015.
L'Aztex d'Austin est un club américain de soccer professionnel basé à Austin au Texas. Depuis 2015, l'équipe évolue en USL, la deuxième division aux États-Unis et au Canada.
Fondé en 2011, l'équipe évolue alors à l'époque en Premier Development League, le quatrième niveau dans la hiérarchie du soccer nord-américain. C'est la seconde franchise du même nom créée à Austin après la délocalisation de la première en 2010 vers Orlando en Floride.

## Histoire

### Renaissance des Aztex
La franchise actuelle est fondée en 2012 par David Markley, actionnaire minoritaire de la précédente franchise, car les autres propriétaires ont décidé de délocaliser l'équipe à Orlando en Floride à l'issue de la saison 2010 de USSF Division 2 Professional League et elle prend alors le nom de Orlando City SC.
En septembre 2011, Markley annonce son ambition de créer une nouvelle équipe des Austin Aztex qui pourra évoluer en Premier Development League dès la saison 2012. C'est ainsi que les Aztex participe à leur première rencontre le 5 mai 2012 au Woodforest Bank Stadium, stade des Texas Dutch Lions qu'ils défont 4-0. Le premier but des Aztex est inscrit par le milieu de terrain Tony Rocha à la 6e minute de la rencontre. La première rencontre à domicile des Aztex a lieu le 19 mai 2012 contre les El Paso Patriots devant une foule de 2 507 spectateurs. Cette première est marquée par une victoire 6-1 avec un triplé de Kristopher Tyrpak.

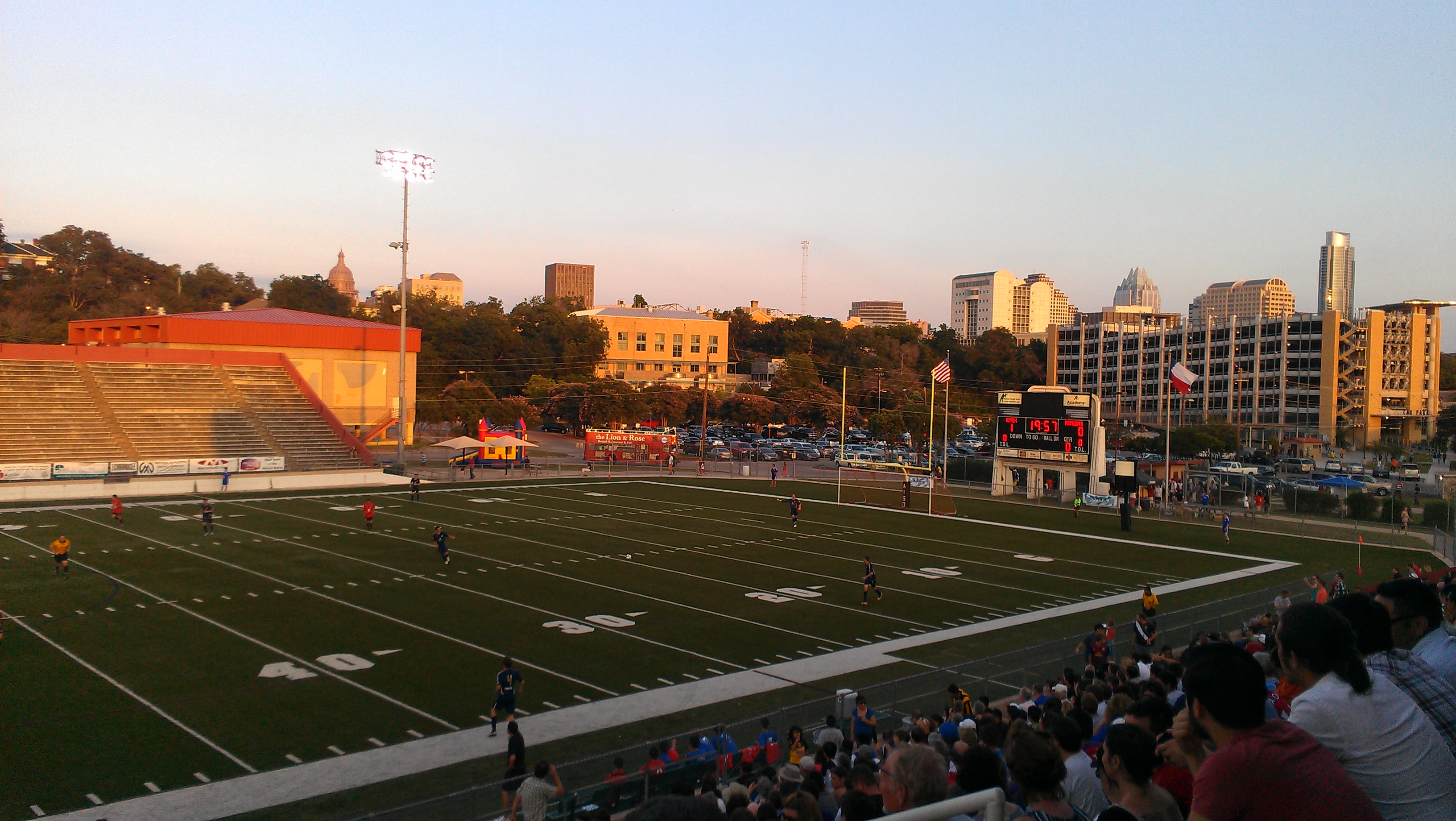
Première rencontre des Austin Aztex à domicile contre les El Paso Patriots le 19 mai 2012.

Les Aztex terminent leur saison régulière avec 9 victoires, 5 défaites et 2 matchs nuls. Lors des séries éliminatoires, les joueurs texans remportent leur première rencontre de playoffs contre Ocala Stampede mais échouent face aux U23 d'Orlando City dans la finale de la Southern Conference.

### Saison du titre
Les Aztex connaissent une faste saison en 2013, enregistrant un bilan de 11 victoires, 2 matchs nuls et une seule défaite durant la saison régulière. Ils deviennent alors champions de la Southern Confererence puis accèdent à la phase finale du championnat.
Le titre de PDL se joue alors au House Park d'Austin. En demi-finale, les Aztex défont les champions de la Eastern Conference, les Ocean City Nor'easters sur le score de 1-0 et obtiennent donc le droit d'affronter les champions de la Central Conference, les Thunder Bay Chill en finale. Le gardien des Chill est rapidement exclut de la partie et cet événement facilite la victoire des Texans 3-1. Les Aztex remportent donc leur premier titre de PDL et dans le même temps, Paul Dalglish est nommé entraîneur de PDL de l'année alors que l'attaquant Kristopher Tyrpak est nommé MVP de la ligue.
La saison 2013 est également marquée par la première apparition des Aztex dans l'US Open Cup qui font partie des 12 équipes de PDL à avancer directement au second tour de la compétition mais ils sont éliminés par la franchise d'USL Pro des Wilmington Hammerheads dès leur entrée dans la compétition.

### Suspension en 2016
Le 25 mai 2015, le House Park est inondé et devient impraticable pour le reste de la saison. L'Aztex termine la saison au Kelly Reeves Athletic Complex mais doit renoncer à la saison 2016 de la USL car le club ne dispose pas d'un stade aux standards de la ligue.

## Saisons
| Année | Ligue   | Saison régulière | Playoffs             | Open Cup     |
| ----- | ------- | ---------------- | -------------------- | ------------ |
| 2012  | USL PDL | 2e, Mid-South    | Finale de conférence | Non qualifié |
| 2013  | USL PDL | 1er, Mid-South   | Champions            | 2e tour      |
| 2014  | USL PDL | 1er, Mid-South   | Finale de conférence | 2e tour      |
| 2015  | USL     |                  |                      | En cours     |

### Palmarès
- Champions d'USL PDL 2013
- USL PDL Mid-South Division 2013
- USL PDL Southern Conference 2013

## Joueurs

### Anciens joueurs notables
- Kekuta Manneh
- Dillon Powers
- Blake Smith